# Brebeni
Brebeni es una comuna ubicada en el distrito de Olt, Rumania.

## Superficie
Posee una superficie de 98,89 kilómetros cuadrados.

## Demografía
Hasta 2021 la población era de 2476 habitantes, con una densidad de población de 25,04 habitantes por kilómetro cuadrado.